# 和平翁主
和平翁主 （1727年—1748年），别名“和平贵主”，朝鲜英祖之庶三女，下嫁锦城尉朴明源。1748年逝于难产，得年21岁。

## 生平
和平翁主生於英祖三年四月二十七日，由暎嫔李氏出。
和平翁主可说是父亲英祖一生最钟爱的子女，他在她身上倾注了所有的爱。英祖将她形容为自己的“知己”。即使和平翁主辞世，英祖仍然不能释怀，将对她的爱完全转移到妹妹和緩翁主身上。她出嫁前英祖兴建梨岘别宫为她的嫁妆，但被她婉拒。她的嫁妆极其丰厚，十里红妆，是姐姐和顺翁主的“万万倍”。婚后，英祖对驸马朴明源也爱屋及乌，常邀请他到宫中相聚。
而她溫柔善良的個性也與和緩翁主恰好相反，比起這個同母的妹妹，她與弟弟莊獻世子感情也可以说非常融洽。她在世时十份关爱弟弟，常常会从中调和英祖与莊献世子紧张矛盾的父子关系。惠庆宫在《恨中录》中曾感慨，若不是和平翁主的早逝，也许莊献世子的悲剧就可以避免。
英祖二十四年六月二十四日，和平翁主因为难产逝世。英祖悲痛万分，茶饭不思。他暂停了朝政，并从景德宫迁回昌德宫，因为昌德宫比较靠近和平翁主的府邸，方便英祖亲自监督和平翁主的下葬仪式。英祖甚至不顾身份親臨殯殮。下葬前，英祖莅临和平翁主府，前后足足哭了五次，与爱女诀别。和平翁主以一等之礼入葬，其豪华程度仅次于国葬。为了揽得风水宝地让爱女安心长眠，英祖命人强行购买坡州尹家世代居住的土地，撤走附近逾百户民居，以坡州马山作为和平翁主的陵墓。
和平翁主逝世后，很长一段时间英祖都处在恍惚中，甚少接见群臣，并多番莅临和平翁主府缅怀过往种种。一直到隔年（1749）初，英祖都不能從丧女之痛中恢复过来。由於和平翁主的孩子也一同死于难产中，她也沒有其他子女，英祖以朴明源的姪兒朴相喆繼後。

## 家庭
- 父：朝鮮英祖（1694—1776）
- 嫡母：貞聖王后徐氏（1692—1757）
- 生母：暎嬪李氏（1696—1764）
  - 夫：錦城尉朴明源（1725—1790），字晦甫，本貫潘南朴氏，朴師正第三子
    - 養子：朴相喆（1737—1762），字保仲，進士朴興源（朴師正長子）的第三子，過繼給朴明源和和平翁主
    - 媳婦：貞夫人安東金氏（1737—1812），縣令金簡行次女[12]
      - 養孫：朴紭壽（1753—1776），字士綱，朴宗德（朴興源長子）的第二子，過繼給朴相喆

    - 朴明源另有三名庶子、三名庶女，在和平翁主過世後出生[11]

## 附註
1. ↑  《燕巖集·三從兄綏祿大夫錦城尉兼五衛都摠府都摠管贈謚忠僖公墓誌銘》……貴主以英宗三年丁未四月二十七日生。戊辰六月二十四日卽世。享年二十二。……
2. ↑  .   [2017-05-28]. （原始内容存档于2020-09-23）.
3. ↑  .   [2019-05-18]. （原始内容存档于2020-09-23）.
4. ↑  .   [2019-05-18]. （原始内容存档于2020-09-23）.
5. ↑  .   [2019-05-18]. （原始内容存档于2020-09-23）.
6. ↑  .   [2019-05-18]. （原始内容存档于2020-09-23）.
7. ↑  .   [2019-05-18]. （原始内容存档于2020-09-23）.
8. ↑  .   [2019-05-18]. （原始内容存档于2020-09-23）.
9. ↑  .   [2019-05-18]. （原始内容存档于2020-09-23）.
10. ↑  .   [2019-05-18]. （原始内容存档于2020-09-23）.
11. 1 2  . FamilySearch.   [2021-03-20].（第一卷，第193-195頁）
12. ↑  . FamilySearch.（第5卷，第11、128頁）